# ارنان دیاس
ارنان ادگاردو دیاس (اسپانیایی: Hernán Edgardo Díaz‎؛ زادهٔ ۲۶ فوریهٔ ۱۹۶۵) یک بازیکن فوتبال اهل آرژانتین است.

## باشگاهی
از باشگاه‌هایی که در آن بازی کرده‌است می‌توان به ریور پلاته و روساریو سنترال، روساریو سنترال، ریور پلاته و تیم ملی فوتبال آرژانتین اشاره کرد.

## تیم ملی
وی همچنین در تیم ملی فوتبال آرژانتین بازی کرده‌است.